# Marcelo Melo
Marcelo Melo (Belo Horizonte, Brasil, 23 de septiembre de 1983) es un tenista brasileño. Tiene como principal característica su juego de dobles. Alcanzó el puesto n.º 1 del mundo en el ranking de dobles. Melo fue campeón de Roland Garros y Wimbledon, y finalista en el ATP World Tour Finals Dobles, y ha ganado nueve títulos de dobles en los Masters 1000.

## Torneos de Grand Slam

### Dobles

#### Títulos (2)
| Año  | Torneo        | Pareja       | Oponentes en la final    | Resultado                    |
| 2015 | Roland Garros | Ivan Dodig   | Bob Bryan Mike Bryan     | 6-7(5), 7-6(5), 7-5          |
| 2017 | Wimbledon     | Łukasz Kubot | Oliver Marach Mate Pavić | 5-7, 7-5, 7-6(2), 3-6, 13-11 |

#### Finalista (2)
| Año  | Torneo             | Pareja       | Oponentes en la final | Resultado          |
| 2013 | Wimbledon          | Ivan Dodig   | Bob Bryan Mike Bryan  | 6-3, 3-6, 4-6, 4-6 |
| 2018 | Abierto de EE. UU. | Łukasz Kubot | Mike Bryan Jack Sock  | 3-6, 1-6           |

## Títulos ATP (39; 0+39)

### Dobles (39)
| Leyenda                         |
| Grand Slam (2)                  |
| ATP Wourld Tour Finals (0)      |
| ATP Masters 1000 World Tour (9) |
| ATP World Tour 500 series (12)  |
| ATP World Tour 250 series (16)  |

| N.º | Fecha                   | Torneo           | Superficie    | Pareja             | Oponentes en la final                 | Resultado                    |
| --- | ----------------------- | ---------------- | ------------- | ------------------ | ------------------------------------- | ---------------------------- |
| 1.  | 6 de mayo de 2007       | Estoril          | Tierra batida | André Sá           | Martín García Sebastián Prieto        | 3-6, 6-2, [10-6]             |
| 2.  | 31 de diciembre de 2007 | Adelaida         | Dura          | Martín García      | Chris Guccione Robert Smeets          | 6-3, 3-6, [10-7]             |
| 3.  | 11 de febrero de 2008   | Costa do Sauipe  | Tierra batida | André Sá           | Albert Montañés Santiago Ventura      | 4-6, 6-2, [10-7]             |
| 4.  | 19 de mayo de 2008      | Pörtschach       | Tierra batida | André Sá           | Julian Knowle Jürgen Melzer           | 7-5, 6-7(3), [13-11]         |
| 5.  | 18 de agosto de 2008    | New Haven        | Dura          | André Sá           | Mahesh Bhupathi Mark Knowles          | 7-5, 6-2                     |
| 6.  | 23 de mayo de 2009      | Kitzbuhel        | Tierra batida | André Sá           | Andrei Pavel Horia Tecau              | 6-7(9), 6-2, [10-7]          |
| 7.  | 22 de mayo de 2010      | Niza             | Tierra batida | Bruno Soares       | Rohan Bopanna Aisam-ul-Haq Qureshi    | 1-6, 6-3, [10-5]             |
| 8.  | 6 de febrero de 2011    | Santiago         | Dura          | Bruno Soares       | Lukasz Kubot Oliver Marach            | 6-3, 7-6(3)                  |
| 9.  | 13 de febrero de 2011   | Costa do Sauipe  | Tierra batida | Bruno Soares       | Pablo Andújar Daniel Gimeno-Traver    | 7-6(4), 6-3                  |
| 10. | 21 de octubre de 2012   | Estocolmo        | Dura (i)      | Bruno Soares       | Robert Lindstedt Nenad Zimonjic       | 6-7(4), 7-5, [10-6]          |
| 11. | 6 de enero de 2013      | Brisbane         | Dura          | Tommy Robredo      | Eric Butorac Paul Hanley              | 4-6, 6-1, [10-5]             |
| 12. | 12 de octubre de 2013   | Shanghái         | Dura          | Ivan Dodig         | Fernando Verdasco David Marrero       | 7-6(2), 6-7(6), [10-2]       |
| 13. | 11 de enero de 2014     | Auckland         | Dura          | Julian Knowle      | Alexander Peya Bruno Soares           | 4–6, 6–3, [10–5]             |
| 14. | 28 de febrero de 2015   | Acapulco         | Dura          | Ivan Dodig         | Mariusz Fyrstenberg Santiago González | 7-6(2), 5-7, [10-3]          |
| 15. | 6 de febrero de 2015    | Roland Garros    | Tierra batida | Ivan Dodig         | Bob Bryan Mike Bryan                  | 6-7(5), 7-6(5), 7-5          |
| 16. | 11 de octubre de 2015   | Tokio            | Dura          | Raven Klaasen      | Juan Sebastián Cabal Robert Farah     | 7-6(5), 3-6, [10-7]          |
| 17. | 18 de octubre de 2015   | Shanghái         | Dura          | Raven Klaasen      | Simone Bolelli Fabio Fognini          | 6-3, 6-3                     |
| 18. | 25 de octubre de 2015   | Viena            | Dura (i)      | Łukasz Kubot       | Jamie Murray John Peers               | 4-6, 7-6(3), [10-6]          |
| 19. | 8 de noviembre de 2015  | París            | Dura (i)      | Ivan Dodig         | Vasek Pospisil Jack Sock              | 2-6, 6-3, [10-5]             |
| 20. | 31 de julio de 2016     | Toronto          | Dura          | Ivan Dodig         | Jamie Murray Bruno Soares             | 6-4, 6-4                     |
| 21. | 21 de agosto de 2016    | Cincinnati       | Dura          | Ivan Dodig         | Jean-Julien Rojer Horia Tecău         | 7-6(5), 6-7(5), [10-6]       |
| 22. | 30 de octubre de 2016   | Viena            | Dura (i)      | Łukasz Kubot       | Oliver Marach Fabrice Martin          | 4-6, 6-3, [13-11]            |
| 23. | 1 de abril de 2017      | Miami            | Dura          | Łukasz Kubot       | Nicholas Monroe Jack Sock             | 7-5, 6-3                     |
| 24. | 14 de mayo de 2017      | Madrid           | Tierra batida | Łukasz Kubot       | Nicolas Mahut Édouard Roger-Vasselin  | 7-5, 6-3                     |
| 25. | 17 de junio de 2017     | 's-Hertogenbosch | Hierba        | Łukasz Kubot       | Rajeev Ram Raven Klaasen              | 6-3, 6-4                     |
| 26. | 25 de junio de 2017     | Halle            | Hierba        | Łukasz Kubot       | Alexander Zverev Mischa Zverev        | 5-7, 6-3, [10-8]             |
| 27. | 15 de julio de 2017     | Wimbledon        | Hierba        | Łukasz Kubot       | Oliver Marach Mate Pavić              | 5-7, 7-5, 7-6(2), 3-6, 13-11 |
| 28. | 5 de noviembre de 2017  | París            | Dura (i)      | Łukasz Kubot       | Ivan Dodig Marcel Granollers          | 7-6(3), 3-6, [10-6]          |
| 29. | 12 de enero de 2018     | Sídney           | Dura          | Łukasz Kubot       | Jan-Lennard Struff Viktor Troicki     | 6-3, 6-4                     |
| 30. | 24 de junio de 2018     | Halle            | Hierba        | Łukasz Kubot       | Alexander Zverev Mischa Zverev        | 7-6(1), 6-4                  |
| 31. | 7 de octubre de 2018    | Pekín            | Dura          | Łukasz Kubot       | Oliver Marach Mate Pavić              | 6-1, 6-4                     |
| 32. | 14 de octubre de 2018   | Shanghái         | Dura          | Łukasz Kubot       | Jamie Murray Bruno Soares             | 6-4, 6-2                     |
| 33. | 23 de agosto de 2019    | Winstom-Salem    | Dura          | Łukasz Kubot       | Tennys Sandgren Nicholas Monroe       | 6-7(6), 6-1, [10-3]          |
| 34. | 29 de febrero de 2020   | Acapulco         | Dura          | Łukasz Kubot       | Juan Sebastián Cabal Robert Farah     | 7-6(6), 6-7(4), [11-9]       |
| 35. | 1 de noviembre de 2020  | Viena            | Dura (i)      | Łukasz Kubot       | Jamie Murray Neal Skupski             | 7-6(5), 7-5                  |
| 36. | 9 de octubre de 2022    | Tokio            | Dura          | Mackenzie McDonald | Rafael Matos David Vega Hernández     | 6-4, 3-6, [10-4]             |
| 37. | 25 de junio de 2023     | Halle            | Hierba        | John Peers         | Simone Bolelli Andrea Vavassori       | 7-6(3), 3-6, [10-6]          |
| 38. | 16 de junio de 2024     | Stuttgart        | Hierba        | Rafael Matos       | Julian Cash Robert Galloway           | 3-6, 6-3, [10-8]             |
| 39. | 22 de febrero de 2025   | Río de Janeiro   | Tierra batida | Rafael Matos       | Pedro Martínez Jaume Munar            | 6-2, 7-5                     |

#### Finalista (38)
| N.º | Fecha                    | Torneos               | Superficie    | Pareja               | Oponentes                               | Resultado           |
| --- | ------------------------ | --------------------- | ------------- | -------------------- | --------------------------------------- | ------------------- |
| 1.  | 9 de junio de 2008       | Queen's Club          | Hierba        | André Sá             | Daniel Nestor Nenad Zimonjić            | 4-6, 6-7(3)         |
| 2.  | 1 de marzo de 2009       | Delray Beach          | Dura          | André Sá             | Bob Bryan Mike Bryan                    | 4-6, 4-6            |
| 3.  | 14 de junio de 2009      | Queen's Club          | Hierba        | André Sá             | Wesley Moodie Mijaíl Yuzhny             | 4-6, 6-4, [6-10]    |
| 4.  | 26 de julio de 2009      | Hamburgo              | Tierra batida | Filip Polášek        | Simon Aspelin Paul Hanley               | 3-6, 3-6            |
| 5.  | 11 de enero de 2010      | Auckland              | Dura          | Bruno Soares         | Marcus Daniell Horia Tecău              | 5-7, 4-6            |
| 6.  | 1 de agosto de 2010      | Gstaad                | Tierra batida | Bruno Soares         | Johan Brunstrom Jarkko Nieminen         | 3-6, 7-6(4), [9-11] |
| 7.  | 26 de septiembre de 2010 | Metz                  | Dura          | Bruno Soares         | Dustin Brown Rogier Wassen              | 3-6, 3-6            |
| 8.  | 26 de febrero de 2011    | Acapulco              | Tierra batida | Bruno Soares         | Victor Hănescu Horia Tecău              | 1-6, 3-6            |
| 9.  | 25 de septiembre de 2011 | Metz                  | Dura (i)      | Lukáš Dlouhý         | Jamie Murray André Sá                   | 4-6, 67(7)          |
| 10. | 23 de octubre de 2011    | Estocolmo             | Dura (i)      | Bruno Soares         | Rohan Bopanna Aisam-ul-Haq Qureshi      | 1-6, 3–6            |
| 11. | 26 de febrero de 2012    | Memphis               | Dura (i)      | Ivan Dodig           | Max Mirnyi Daniel Nestor                | 6-4, 5-7, [7-10]    |
| 12. | 6 de julio de 2013       | Wimbledon             | Hierba        | Ivan Dodig           | Bob Bryan Mike Bryan                    | 6-3, 3-6, 4-6, 4-6  |
| 13. | 22 de febrero de 2014    | Río de Janeiro        | Tierra batida | David Marrero        | Juan Sebastián Cabal Robert Farah       | 4-6, 2-6            |
| 14. | 20 de abril de 2014      | Monte Carlo           | Tierra batida | Ivan Dodig           | Bob Bryan Mike Bryan                    | 3-6, 6-3, [8-10]    |
| 15. | 10 de agosto de 2014     | Toronto               | Dura          | Ivan Dodig           | Alexander Peya Bruno Soares             | 4-6, 3-6            |
| 16. | 5 de octubre de 2014     | Tokio                 | Dura          | Ivan Dodig           | Pierre-Hugues Herbert Michał Przysiężny | 3-6, 7-6(3), [5-10] |
| 17. | 16 de noviembre de 2014  | ATP World Tour Finals | Dura (i)      | Ivan Dodig           | Bob Bryan Mike Bryan                    | 7-6(5), 2-6, [7-10] |
| 18. | 8 de agosto de 2015      | Washington            | Dura          | Ivan Dodig           | Bob Bryan Mike Bryan                    | 4-6, 2-6            |
| 19. | 25 de junio de 2016      | Nottingham            | Hierba        | Ivan Dodig           | Dominic Inglot Daniel Nestor            | 5-7, 6-7(4)         |
| 20. | 18 de marzo de 2017      | Indian Wells          | Dura          | Łukasz Kubot         | Raven Klaasen Rajeev Ram                | 7-6(1), 4-6, [8-10] |
| 21. | 6 de agosto de 2017      | Washington            | Dura          | Łukasz Kubot         | Henri Kontinen John Peers               | 6-7(5), 4-6         |
| 22. | 15 de octubre de 2017    | Shanghái              | Dura          | Łukasz Kubot         | Henri Kontinen John Peers               | 4-6, 2-6            |
| 23. | 19 de noviembre de 2017  | ATP World Tour Finals | Dura (i)      | Łukasz Kubot         | Henri Kontinen John Peers               | 4-6, 2-6            |
| 24. | 7 de septiembre de 2018  | Abierto de EE. UU.    | Dura          | Łukasz Kubot         | Mike Bryan Jack Sock                    | 3-6, 1-6            |
| 25. | 16 de marzo de 2019      | Indian Wells          | Dura          | Łukasz Kubot         | Nikola Mektić Horacio Zeballos          | 6-4, 4-6, [3-10]    |
| 26. | 23 de junio de 2019      | Halle                 | Hierba        | Łukasz Kubot         | Raven Klaasen Michael Venus             | 6-3, 4-6, [4-10]    |
| 27. | 6 de octubre de 2019     | Pekín                 | Dura          | Łukasz Kubot         | Ivan Dodig Filip Polášek                | 3-6, 6-7(4)         |
| 28. | 13 de octubre de 2019    | Shanghái              | Dura          | Łukasz Kubot         | Mate Pavić Bruno Soares                 | 4-6, 2-6            |
| 29. | 27 de octubre de 2019    | Viena                 | Dura (i)      | Łukasz Kubot         | Rajeev Ram Joe Salisbury                | 4-6, 7-6(5), [5-10] |
| 30. | 18 de octubre de 2020    | Colonia I             | Dura (i)      | Łukasz Kubot         | Pierre-Hugues Herbert Nicolas Mahut     | 4-6, 4-6            |
| 31. | 9 de enero de 2022       | Adelaida              | Dura          | Ivan Dodig           | Rohan Bopanna Ramkumar Ramanathan       | 6-7(6), 1-6         |
| 32. | 21 de mayo de 2022       | Lyon                  | Tierra batida | Máximo González      | Ivan Dodig Austin Krajicek              | 3-6, 4-6            |
| 33. | 17 de julio de 2022      | Newport               | Hierba        | Raven Klaasen        | William Blumberg Steve Johnson          | 4-6, 5-7            |
| 34. | 6 de agosto de 2022      | Los Cabos             | Dura          | Raven Klaasen        | William Blumberg Miomir Kecmanović      | 0-6, 1-6            |
| 35. | 26 de febrero de 2023    | Río de Janeiro        | Tierra batida | Juan Sebastián Cabal | Máximo González Andrés Molteni          | 1-6, 6-7(3)         |
| 36. | 14 de abril de 2024      | Montecarlo            | Tierra batida | Alexander Zverev     | Sander Gillé Joran Vliegen              | 7-5, 3-6, [5-10]    |
| 37. | 4 de agosto de 2024      | Washington            | Dura          | Rafael Matos         | Nathaniel Lammons Jackson Withrow       | 5-7, 3-6            |
| 38. | 16 de febrero de 2025    | Buenos Aires          | Tierra batida | Rafael Matos         | Guido Andreozzi Theo Arribage           | 5-7, 6-4, [7-10]    |

## Clasificación histórica

### Dobles
| Torneos              | 2007 | 2008 | 2009         | 2010         | 2011         | 2012 | 2013         | 2014         | 2015         | 2016 | SR         | W–L        |
| -------------------- | ---- | ---- | ------------ | ------------ | ------------ | ---- | ------------ | ------------ | ------------ | ---- | ---------- | ---------- |
| Grand Slam           |      |      |              |              |              |      |              |              |              |      |            |            |
| Abierto de Australia | A    | 1R   | 2R           | 1R           | 1R           | 1R   | 1R           | 3R           | SF           | 3R   | 0 / 9      | 9–9        |
| Roland Garros        | 2R   | 2R   | 1R           | CF           | 2R           | CF   | 3R           | 3R           | G            | SF   | 1 / 10     | 23–9       |
| Wimbledon            | SF   | 3R   | 2R           | 2R           | 2R           | CF   | F            | CF           | CF           | 3R   | 0 / 10     | 25–9       |
| US Open              | CF   | 3R   | 2R           | 3R           | 2R           | 3R   | SF           | SF           | 1R           |      | 0 / 9      | 19–9       |
| Ganados-Perdidos     | 8–3  | 5–4  | 3–4          | 6–4          | 3–4          | 8–4  | 11–4         | 11–4         | 13–3         | 8–3  | 1 / 38     | 76–36      |
| Torneo de fin de año |      |      |              |              |              |      |              |              |              |      |            |            |
| Tour Finals          | A    | A    | A            | A            | A            | A    | SF           | F            | SF           |      | 0 / 3      | 8–5        |
| Juegos Olímpicos     | NC   | 1R   | No Celebrado | No Celebrado | No Celebrado | CF   | No Celebrado | No Celebrado | No Celebrado | CF   | 0 / 3      | 4–3        |
| Estadísticas carrera |      |      |              |              |              |      |              |              |              |      |            |            |
| Títulos–Finales      | 1–0  | 4–1  | 1–3          | 1–3          | 2–3          | 1–1  | 2–1          | 1–5          | 6–1          | 0–0  | 19–18      | 19–18      |
| Ranking              | 34   | 19   | 36           | 39           | 27           | 20   | 6            | 6            | 1            |      | $2,166,269 | $2,166,269 |